# Eulogio Despujol y Dusay
Eulogio Despujol y Dusay (Barcelona, 11 de marzo de 1834 – Ribarroja del Turia, 18 de octubre de 1907),  I conde de Caspe, fue un militar, político y gobernador colonial español.

## Biografía
Destacado participante en la tercera guerra carlista, Alfonso XII le nombró conde de Caspe en 1878 por la victoria obtenida en Caspe sobre las fuerzas carlistas. Fue sucesivamente gobernador de Puerto Rico, de Filipinas, capitán general de Valencia y de Cataluña; 
diputado del congreso por la provincia de Puerto Rico en las elecciones de 1884, distrito de Aguadilla, 
senador vitalicio nombrado por la Corona desde 1896 y por derecho propio en 1903.
El 7 de julio de 1892 fue el responsable del arresto de José Rizal y su posterior deportación a la isla de Mindanao.